# Łozina
Łozina (do 21 listopada 1958 Łosina) – wieś w Polsce położona w województwie dolnośląskim, w powiecie wrocławskim, w gminie Długołęka.

## Podział administracyjny
W latach 1968–1972 wieś należała i była siedzibą władz gromady Łozina, wcześniej w gromadzie Skarszyn. W latach 1973–1977 miejscowość była siedzibą gminy Łozina. W latach 1975–1998 miejscowość administracyjnie należała do województwa wrocławskiego.

## Krótki opis
Wieś jest położona około 7 km na północny wschód od Wrocławia. Znajdują się w niej m.in. 2 kościoły, z których jeden zbudowano około XVI/XVII wieku. W Łozinie działa klub sportowy KS Łozina (zał. 6 sierpnia 2011, piłka nożna, klasa okręgowa: grupa Wrocław, od sezonu 2009/2010, największy sukces: dwukrotne zajęcie 3. lokaty w sezonach 2013/2014 i 2014/2015) oraz Orient Łozina (Hokej na trawie). Łozinę, a także leżące opodal Bierzyce, zamieszkują w dużej mierze potomkowie polskich przesiedleńców z Tuligłów (dawne województwo lwowskie). 

## Zabytki
Do wojewódzkiego rejestru zabytków wpisane są:
- kościół rzymskokatolicki parafialny pw. Wniebowzięcia Najświętszej Maryi Panny należący do dekanatu Trzebnica, z XV/XVI w., przebudowany w latach 1676-1684, wieża z 1886 r.
- kościół ewangelicki, obecnie rzymskokatolicki pomocniczy pw. Matki Bożej Bolesnej, należący do dekanatu Trzebnica, z XVIII w.

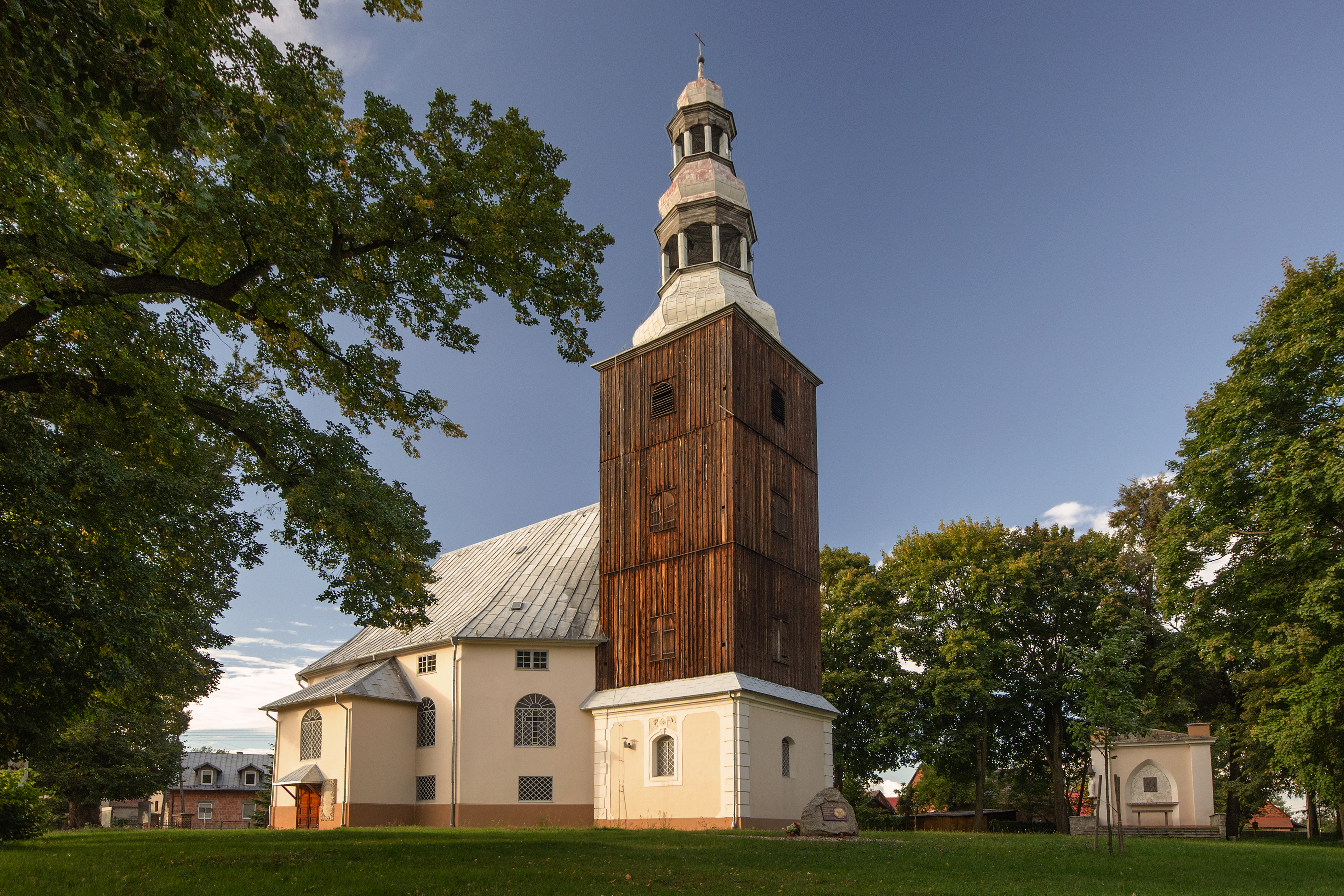
Kościół Matki Boskiej Bolesnej
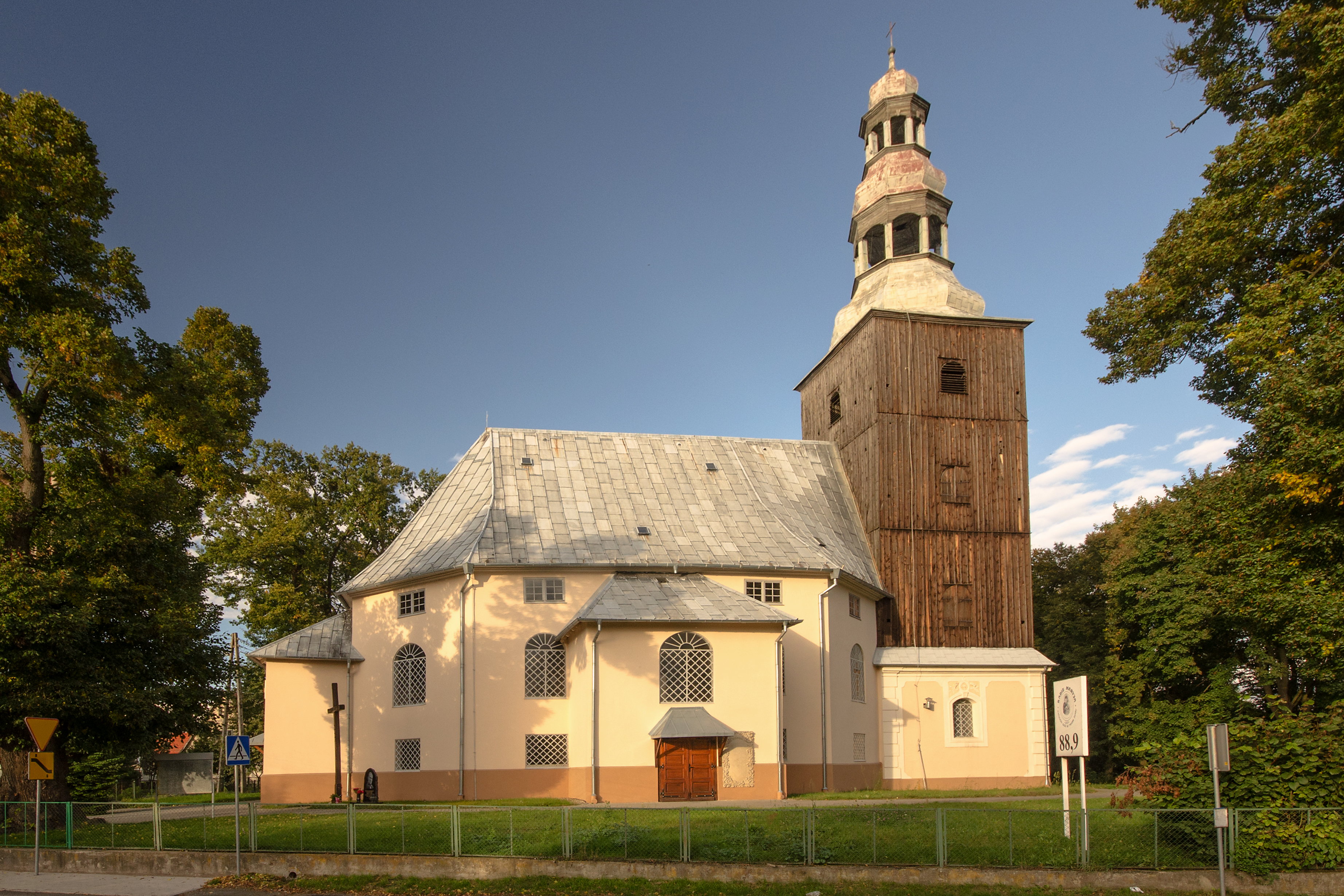
Kościół Matki Boskiej Bolesnej
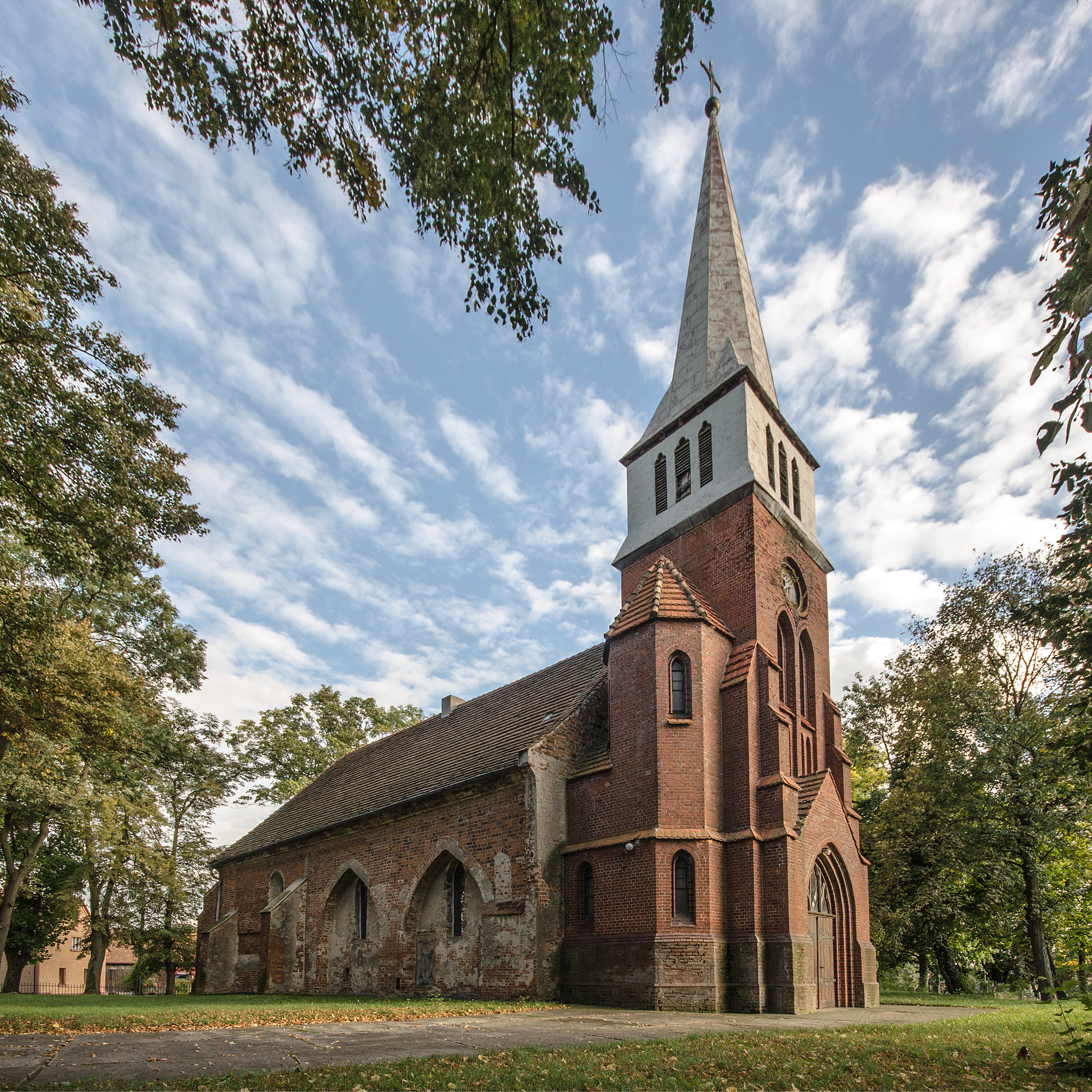
Kościół Wniebowzięcia Najświętszej Maryi Panny
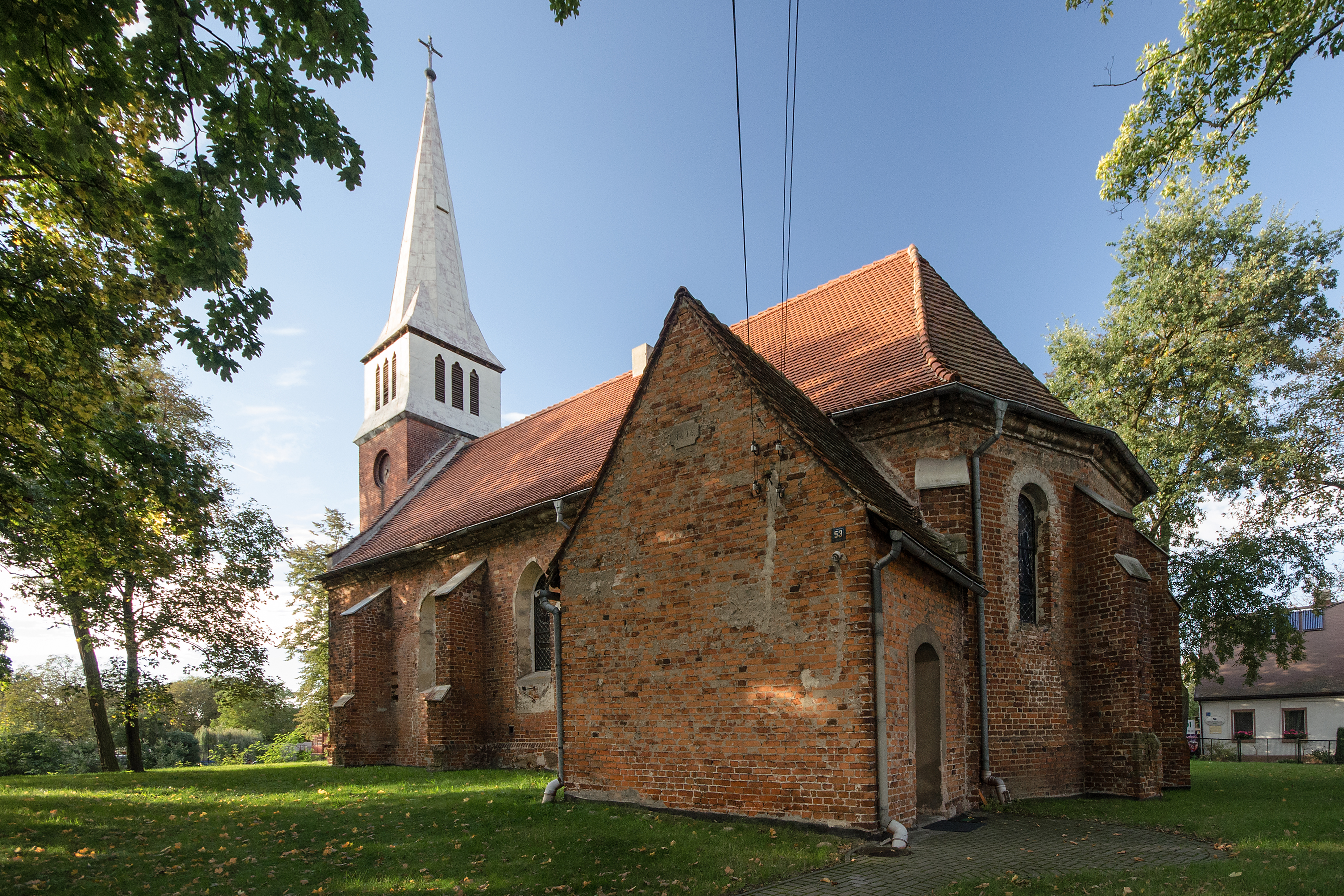
Kościół Wniebowzięcia Najświętszej Maryi Panny